# Hockey Club Dijon
Le Hockey Club Dijon, couramment appelé Ducs de Dijon est un club français de hockey sur glace fondé en 2018 et évoluant en Division 3.
Le club est une association loi de 1901 présidée par Stève Le Graal et Samuel Keller.

## Historique

### Liquidation du Dijon Hockey Club
Lors de la saison 2016-2017, le Dijon HC est pensionnaire de Ligue Magnus, la plus haute division du hockey français. Après plusieurs saisons compliquées, où le Dijon HC passe au bord de la relégation à maintes reprises, Dijon finit une nouvelle fois dans la zone rouge. Et alors que Dijon obtient de nouveau son maintien sur la glace, la CNSCG (Commission Nationale de Suivi et de Contrôle de Gestion), le gendarme financier de la FFHG, rejette le dossier des Ducs le 10 juillet en raison d'une situation financière préoccupante. En 2015, la participation du club avait été déjà conditionnée au respect de la Ville de Dijon de ses engagements en matière de subventions, mais la nouvelle formule de la Ligue Magnus, passant de 26 à 44 matchs par saison, impliquait un investissement financier beaucoup plus important.
Le 22 juillet 2017, la FFHG rétrograde Dijon en D2, troisième échelon français. Mais la situation s'aggrave. Le 20 septembre, la FFHG décide de reporter la première rencontre de la saison face aux Français Volants de Paris, le DHC n'ayant toujours pas satisfait aux obligations administratives envers la fédération. Le 25 septembre, le couperet tombe : la FFHG interdit la participation du DHC au championnat de D2 et à la coupe de France pour la saison 2017-2018. En décembre 2017, le Tribunal de Grande Instance de Dijon déclare la liquidation judiciaire de la partie professionnelle du club, la SAS Dijon Hockey Club.
Le Club des Patineurs et Hockeyeurs Dijonnais (CPHD), association qui gérait les équipes réserves et de jeunes, s'est donc retrouvé à gérer également l'équipe fanion du club, engagée en D3 pour la saison 2017-2018. Mais croulant sous les dettes, et après une saison où ils terminent aux portes de la phase finale, c'est à leur tour d'être placé en liquidation judiciaire, le 13 juillet 2018.

### Création du HC Dijon
Mais le hockey dijonnais n'est pas mort pour autant. Le 22 mai 2018, en prévision de la liquidation judiciaire du CPHD, une nouvelle association est créée, sous le nom de "Dijon Métropole Hockey Club". Très vite, cette nouvelle structure adopte le nom de Hockey Club Dijon. Les ambitions du club sont grandes : développement du hockey féminin, retour rapide en élite pour les jeunes en U17 ou encore retour à moyen terme au plus haut niveau pour l'équipe senior.

### Les premiers pas du nouveau club (depuis 2018)
Le bilan de la première saison du Hockey Club Dijon est plutôt mitigé. Le club a réussi son pari pour l'équipe U17 qui a effectivement retrouvé l'élite en seulement un an. Les seniors ont eu beaucoup plus de mal lors de cette première saison en D3 sous leurs nouvelles couleurs. Alors que l'accès aux playoffs de D3 a été étendu à 6 clubs par poule au lieu de 4 précédemment, Dijon échoue a atteindre les playoffs, terminant à la 7e place sur 8 de leur poule. Le club bourguignon n'aura engrangé que 3 victoires en 14 matchs. La seconde saison des dijonnais est plus aboutie, entre autres grâce aux arrivées de Michal Macko (48 points) et de Sergueï Korochoune (23 buts). Le HC Dijon termine à la 3e place de sa poule et parvient pour la première fois de sa jeune histoire à se qualifier pour les playoffs. Leur saison s'achèvera cependant à la suite de l'arrêt total des compétitions de hockey sur glace en France en raison de la pandémie de Covid-19, alors que les Ducs étaient encore en lice pour la montée en Division 2.

## Effectif
| No    | Nom                     | Nat. | Position       | Arrivée                                  |
| ----- | ----------------------- | ---- | -------------- | ---------------------------------------- |
| +001, | Teddy Desvignes         |      | Gardien de but | Prêt - Bisons de Neuilly-sur-Marne       |
| +020, | Jeanne Morin            |      | Gardien de but | 2019 - sans club                         |
| +039, | Peter Veselovsky        |      | Gardien de but | 2019 - Renards de Roanne                 |
| +002, | Charles Blandin         |      | Défenseur      | 2019 - Vipers de Montpellier             |
| +003, | Alexis Chelossi         |      | Défenseur      | 2017 - sans club                         |
| +006, | Benjamin Barbary-Robert |      | Défenseur      | 2018 - Red Dogs d'Amnéville U17          |
| +008, | Šimon Benik             |      | Défenseur      | 2019 - ŠHK 37 Piešťany U20               |
| +026, | Alexandre Legault       |      | Défenseur      | 2016 - Hitmen de Montréal                |
| +061, | Aymeric Geantet         |      | Défenseur      | 2019 - Lions de Lyon loisirs             |
| +077, | Arthur Coley – A        |      | Défenseur      | 2018 - Taureaux de feu de Limoges        |
| +098, | Martin Pulda            |      | Défenseur      | 2019 - Pingouins de Morzine-Avoriaz      |
| +012, | Michal Macko            |      | Attaquant      | 2019 - Titans de Colmar                  |
| +015, | Dylan Cartier           |      | Attaquant      | Formé au club                            |
| +016, | Alexandre Rossetti      |      | Attaquant      | Formé au club                            |
| +017, | Sergueï Korochoune      |      | Attaquant      | 2019 - Pumas de Fontenay                 |
| +019, | François-Albin Neuwirth |      | Attaquant      | Formé au club                            |
| +021, | Louis Roy               |      | Attaquant      | 2014 - Brûleurs de loups de Grenoble U22 |
| +022, | Charles Bailly          |      | Attaquant      | Formé au club                            |
| +087, | Yassine Fahas           |      | Attaquant      | 2017 - sans club                         |
| +091, | Simon Bourgin – A       |      | Attaquant      | Formé au club                            |
| +095, | Antoine Alexandra – C   |      | Attaquant      | 2017 - Dragons de Rouen II               |
|       | Hugo Stanowski          |      | Attaquant      | 2019 - sans club                         |

## Bilan saison par saison
| Saison    | Championnat  | Championnat | Championnat | Championnat | Championnat | Championnat | Championnat | Championnat | Championnat | Championnat | Championnat | Championnat  | Coupe de France | Autre(s) | Autre(s) | Entraîneur(s)  |
| Saison    | Division     | Classement  | Pts         | PJ          | V           | VP          | D           | DP          | Bp          | Bc          | Diff.       | Playoffs     | Coupe de France | Autre(s) | Autre(s) | Entraîneur(s)  |
| --------- | ------------ | ----------- | ----------- | ----------- | ----------- | ----------- | ----------- | ----------- | ----------- | ----------- | ----------- | ------------ | --------------- | -------- | -------- | -------------- |
| 2018-2019 | D3, groupe C | 7e / 8      | 9           | 14          | 2           | 1           | 10          | 1           | 47          | 100         | -53         | non qualifié | 1er tour        | Aucune   | Aucune   | Michal Divíšek |
| 2019-2020 | D3, groupe B | 3e / 8      | 29          | 14          | 9           | 1           | 4           | 0           | 116         | 56          | +60         | 8e de finale | 1er tour        | Aucune   | Aucune   | Michal Divíšek |

## Palmarès
- Division 3 : Champion en 2024